# Championnat d'Afrique des nations masculin de handball 1994
Navigation
Championnat d'Afrique des nations 1992 Championnat d'Afrique des nations 1996
La 11e édition du championnat d'Afrique des nations masculin de handball a lieu à Tunis (Tunisie) du 8 au 17 novembre 1994. Le tournoi réunit les meilleures équipes masculines de handball en Afrique. Ce championnat sert de qualification pour le championnat du monde 1995.
En finale, la Tunisie s'impose après prolongation face à l'Algérie et remporte son 4e titre dans la compétition. L'Égypte complète le podium.

## Tirage au sort
Le tirage au sort des groupes est effectué à l'hôtel Africa de Tunis le 9 avril 1994.
À noter que les groupes sont remodelés en raison des forfaits du Zaïre, du Bénin et du Tchad (tous dans le groupe B avec l'Égypte):
- Groupe A : Tunisie, Algérie, Congo, Sénégal, Djibouti ;
- Groupe B : Égypte, Maroc, Côte d'Ivoire, Togo (transféré depuis le groupe A).

## Phase de groupes

### Groupe A
Les résultats du groupe A sont les suivants, :
- 8 novembre 1994 :
  - à 11h00 :  Congo bat  Sénégal 28-25
  - à 18h00 :  Algérie bat  Djibouti 41-8
  - à 19h00 :  Tunisie bat  Djibouti 52-10
- 9 novembre 1994 :
  - à 19h00 :  Tunisie bat  Congo 28-16
- 10 novembre 1994 :
  - à 11h30 :  Algérie bat  Sénégal 32-14 (mi-temps 17-6)
  - à 18h00 :  Congo bat  Djibouti 37-16
- 11 novembre 1994 : journée de repos
- 12 novembre 1994
  - à 17h00 :  Algérie bat  Congo 27-12 (mi-temps 11-6)
  - à 18h00 :  Tunisie bat  Sénégal 35-21
- 13 novembre 1994
  - à 16h30 :  Sénégal bat  Djibouti 37-17
  - à 18h00 :  Tunisie bat  Algérie 29-25

Le classement final est le suivant :
|   | Équipe   | Pts | J | G | N | P | Bp  | Bc  | Diff |
| - | -------- | --- | - | - | - | - | --- | --- | ---- |
| 1 | Tunisie  | 12  | 4 | 4 | 0 | 0 | 144 | 72  | 72   |
| 2 | Algérie  | 10  | 4 | 3 | 0 | 1 | 125 | 63  | 62   |
| 3 | Congo    | 8   | 4 | 2 | 0 | 2 | 93  | 96  | -3   |
| 4 | Sénégal  | 6   | 4 | 1 | 0 | 3 | 97  | 112 | -15  |
| 5 | Djibouti | 4   | 4 | 0 | 0 | 4 | 51  | 167 | -116 |

La Tunisie et l'Algérie sont qualifiés pour les demi-finales.

### Groupe B
Parmi les résultats du groupe B, on trouve, :
- 8 novembre 1994 à 20h00 :  Égypte bat  Maroc 25-17
- 8 novembre 1994 à 11h00 :  Côte d'Ivoire bat  Togo 27-18
- Égypte bat  Côte d'Ivoire 21-18
- Maroc bat  Togo 36-16
- 13 novembre 1994 à 15h00 :  Égypte bat  Togo 36-26
- 13 novembre 1994 à 16h30 :  Maroc bat  Côte d'Ivoire 26-19

Le classement final est le suivant :
|   | Équipe        | Pts | J | G | N | P | Bp | Bc | Diff |
| - | ------------- | --- | - | - | - | - | -- | -- | ---- |
| 1 | Égypte        | 9   | 3 | 3 | 0 | 0 | 82 | 51 | 31   |
| 2 | Maroc         | 7   | 3 | 2 | 0 | 1 | 79 | 60 | 19   |
| 3 | Côte d'Ivoire | 5   | 3 | 1 | 0 | 2 | 63 | 65 | -2   |
| 4 | Togo          | 3   | 3 | 0 | 0 | 3 | 50 | 98 | -48  |

L'Égypte et le Maroc sont qualifiés pour les demi-finales.

## Phase finale

### Demi-finales
| 15 novembre 1994 15h30 | Égypte  | 18–26 | Algérie | Salle d'El Menzah, Tunis |
| 15 novembre 1994 15h30 | Rapport |       |         | Salle d'El Menzah, Tunis |

| 15 novembre 1994 18h30 | Tunisie | 25–12 | Maroc | Salle d'El Menzah, Tunis |

### Finale
La finale, notamment télévisée en directe sur l'ENTV, est jouée le 17 novembre 1994 à Tunis :
| 17 novembre 1994 18h00 | Tunisie      | 18–16 (ap) | Algérie | Salle d'El Menzah, Tunis Affluence : 5 000 Arbitrage : duo bulgare |
| 17 novembre 1994 18h00 | (8-8, 14-14) |            |         | Salle d'El Menzah, Tunis Affluence : 5 000 Arbitrage : duo bulgare |
| 17 novembre 1994 18h00 | Prol. : 4-2  |            |         | Salle d'El Menzah, Tunis Affluence : 5 000 Arbitrage : duo bulgare |

### Matchs de classement
Les résultats des matchs de classement sont
- Match pour la 3e place, 16 novembre 1994 à 18h00 (salle d'El Menzah, Tunis) : Égypte  ??-??  Maroc
- Match pour la 5e place[7], 16 novembre 1994 à 16h00 (salle d'El Menzah, Tunis) : Congo  29–18  Côte d'Ivoire
- Match pour la 7e place[7], 16 novembre 1994 à 15h00 (salle du Bardo, Tunis) : Sénégal  35–14  Togo

## Classement final
| Rang                        | Pays          |
| --------------------------- | ------------- |
| Médaille d'or, Afrique      | Tunisie       |
| Médaille d'argent, Afrique  | Algérie       |
| Médaille de bronze, Afrique | Égypte        |
| 4                           | Maroc         |
| 5                           | Congo         |
| 6                           | Côte d'Ivoire |
| 7                           | Sénégal       |
| 8                           | Togo          |
| 9                           | Djibouti      |

La Tunisie, l'Algérie, l'Égypte et le Maroc sont qualifiés pour le championnat du monde 1995.

### Effectifs
L'effectif de la Tunisie, champion d'Afrique, était : Habib Yagouta (GB), Riadh Sanaa (GB), Dhaker Seboui (en), Mohamed Madi (en), Mestiri, Dabbabi, Adnène Belhareth, Afif Belhareth, Turki, Ben Thayer, El Ghoul, Chouikha, Machehour, Karim Zaghouani, Agrebi, Ben Fredj. Entraîneurs : Sayed Ayari et Saïd Amara
L'effectif de l'Algérie, vice-champion d'Afrique, était : Karim El-Maouhab, Sofiane Elimam, Redouane Aouachria, Redouane Saïdi, Karim Yala, Mahmoud Bouanik, Abdeldjalil Bouanani, Achour Hasni, Rabah Gherbi, Salim Abes, Nabil Rouabhi, Salim Nedjel, Mohamed Bouziane et Sofiane Khalfallah. Entraîneur : Mohamed Machou, manager : Salah Bouchekriou.